# Campeonato Africano de Natación
El Campeonato Africano de Natación es la competencia africana de la natación. Es organizado por la Confederación Africana de Natación y se lleva a cabo cada dos años. 
El décimo Campeonato Africano de Natación se realizará en Kenia

## Eventos
- Campeonato Africano de Natación de 2002 - Sudáfrica
- Campeonato Africano de Natación de 2004 - Casablanca, Marruecos
- Campeonato Africano de Natación de 2006 - Dakar, Senegal
- Campeonato Africano de Natación de 2008 - Johannesburgo, Sudáfrica
- Campeonato Africano de Natación de 2010 - Kenia